# Cirrus (biologia)
Em biologia, um cirro  (do latim cirrus, cirri plural, significa um tufo ou franja semelhante a um cacho) é uma estrutura longa e fina em um animal semelhante a um tentáculo, mas geralmente sem a força, flexibilidade, espessura e sensibilidade de um tentáculo.